# Camponotus rebeccae
Camponotus rebeccae (лат.) — вид муравьёв рода кампонотус (Camponotus) (подрод Myrmentoma) из подсемейства формицины (Formicinae).

## Распространение
Ближний Восток: Израиль и Ливан.

## Описание
Отличаются от близких видов выпуклым дозумом проподеума, слабым мезопроподеальным швом, и тонкой (на боковом виде) чешуйкой петиоля, которая дозально сильно выпуклая. Рабочие муравьи имеют длину 4,0—7,7 мм, длина головы = 0,98—1,76 мм, ширина головы = 0,82—1,88 мм. Тело коричневое.